# Yemi Alade
Yemi Alade (Nigéria, 1989. március 13. –) nigériai Afro-pop énekesnő, dalszerző.

## Pályakép
Nigéria délkeleti részén, Abia államban született. A Lagosi Egyetemen tanult, és kapott diplomát. 2009-ben vált a népszerűvé a Peak Talent Show megnyerésével.
Kiadta debütáló kislemezét, a „Fimisile” -t. 2014-ben megjelent első albuma is („King of Queens”). Következő albuma, a „Mama Africa” 2016-ban jelent meg.

## Albumok
- 2014: King of Queens
- 2016: Mama Africa
- 2017: Black Magic
- 2019: Woman of Steel
- 2020: Empress
- 2024: Rebel Queen

## Díjak
- 2016: „Mama Africa” – Best Album-World Beat

### Más díjak
- AFRIMA Awards
- MTV African Music Awards
- Independent Music Awards
- BET Awards
- Nigeria Entertainment Awards
- City People Entertainment Awards
- MOBO Awards
- YEM Awards
- ELOY Awards
- WatsUp TV Africa Music Video Awards
- The Headies